# Charlotta Askenbom
Jacobina Charlotta Askenbom, född Edberg 15 mars 1778, död 24 december 1843 i Västervik, var en svensk skådespelare. Hon uppmärksammades särskilt i Göteborg, där hon var engagerad vid Comediehuset (1793-1800) och Segerlindska teatern (1820-22) när dessa hade en permanent personal.   
Charlotta Askenbom var engagerad hos Johan Anton Lindqvist 1793-1800. Askenbom var som medlem av Lindqvists trupp engagerad vid Comediehuset i Göteborg under sitt första namn Edberg.  Hon ansågs under 1790-talet vara en av de tre främsta kvinnliga aktörerna i Göteborg jämsides med Eva Fundin och Maria Deland.  
När Eva Fundin, Deland (då med namnet Rydberg) och Edberg vintern 1799-1800 alla insjuknade i förkylning, ansågs det omöjligt att uppföra pjäser av kvalitet förrän de hade tillfrisknat:  
»Teatern har emellertid ej blifvit tillsluten, och vi hoppas nu dagligen få se mamsellerna Ryberg och Edberg åter tillfrisknade, hvarförinnan inga större eller bättre teaterstycken kunna gifvas».
Ett tecken på hennes position var att hon tillägnades recetter på teatern (1797). Hon var blev dock även vid två tillfällen (1795 och 1796) stämd för obetalda skulder. 
Efter Comediehusets upplösning som fast teater 1800, var hon engagerad hos Carl Stenborg 1807-09. Hon var sedan anställd hos Gustaf Åbergsson 1820-22, när Segerlindska teatern i Göteborg fungerade som fast teater. Hon var därefter engagerad hos Carl Wildner 23-24, och Erik Wilhelm Djurström 1824-32.  
Bland hennes roller nämns Donna Clara i Preciosa, Valborg i Oelilenschlägers Axel och Valborg, donna Elvira i Skulden av Mullner, Sigbrit i Konung Christiern den andre och Dyveke och Sven Nilssons hustru i Gustaf Wasa av Kotzebue.  
När hon spelade Valborg i Oelilenschlägers Axel och Valborg i Göteborg år 1824 fick hon kritiken: 
»Herr Ljungdahl (Wilhelm af Schwartzburg) spelade med sin vanliga ledighet och säkra takt, i hvilka egenskaper han verkligen är utmärkt. De öfriga personerna voro mer eller mindre väl besatta, men fru Askenbom motsvarade såsom Valborg ej de fordringar, man billigtvis bör göra af en så öfvad och i vissa delar, t. ex. gestikulationen, skicklig aktris, utom det att hon afgjordt icke passar för denna roll; Valborgs död förekommer alltid något omotiverad, och blir ännu mer onaturlig derigenom, att fru Askenboms spel ej förrådde något successivt aftynande. [...] Få skulle väl vid detta tillfälle uppträdt på kotur-nen, utan att förlora vid sid^n af Hr Djurström, men fru Ljungdahl skulle gjort det mindre än fru Askenbom, hvars anlag ej ligga inom den tragiska skådespelarekonstens område. Till följe af mitt enskilda omdöme, så skulle jag helst velat lemna Valborgs roll åt mamsell Ekman, ty, om hennes spel förråder brist på öfning, hvilket mest ger sig till känna i deklamationen, så godtgöres detta af de förhoppningar, som äro fästade vid hennes vackra anlag för det tragiska, bland hvilka hon redan utbildat sin mimik till talang. Det är ej välbetänkt att, såsom fru Askenbom, annonsera sig såsom tragisk skådespelerska, när ens teatraliska bestämmelse hänvisar på ett annat element af konsten, och till och med fru Åbergsson, som utan gensägelse är Sveriges yppersta aktris, misslyckades vid ett sådant företag.»
Hon var gift med sin kollega Johan Jacob Askenbom, som jämsides med Pehr Nathanaël Ljungdahl (d. 1851) beskrivs som "en af landsortsteaterns mest framstående krafter" under 1820- och 30-talen. 
Charlotta Askenbom avled 1843, 65 år gammal.